# ミーガン・マローン

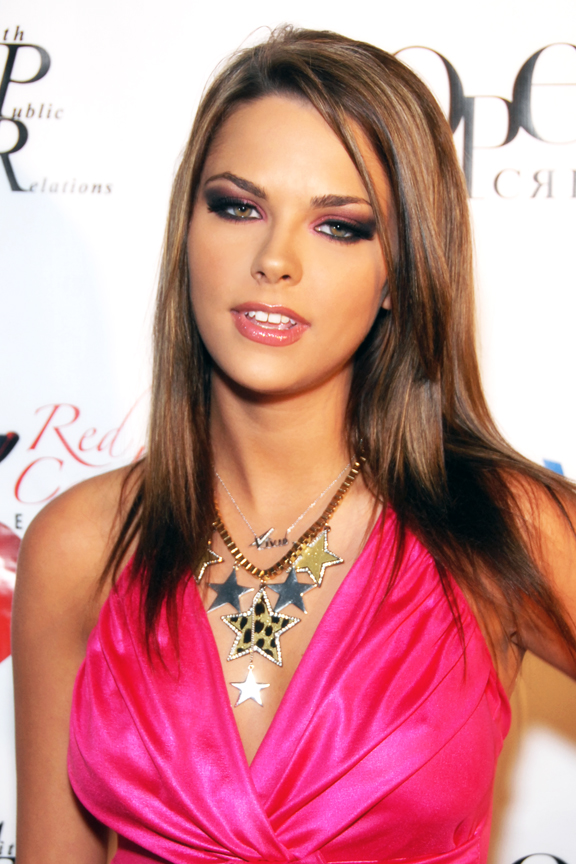
ミーガン・マローン

ミーガン・マローン（Meggan Mallone、1986年12月30日 - ）は、アメリカ合衆国のポルノ女優。テキサス州ヒューストン出身。

## 経歴
2009年AVN最優秀新人賞にノミネートされた。